# Alsópél
Alsópél (szlovákul Dolný Pial, németül Unter-Pill) község Szlovákiában, a Nyitrai kerület Lévai járásában.

## Fekvése
Lévától 18 km-re délnyugatra fekszik.

## Története
1251-ben "Peel" néven említik először Péli Balázs fiainak: Istvánnak, Bélának és Miklósnak birtokaként. 1316-ban "Pel" a Bolyar és Péli család birtokaként szerepel. Faluként 1470-ben említi először oklevél. Helyi nemesek birtoka, a Gyura és a Baracsky nemzetségeké, majd a 17. századtól a Hunyadi és Bercsényi családoké. 1601-ben egy kis kúria, major és 36 lakóház állt a faluban. 1715-ben említik szőlőhegyét. 1720-ban szabó, takács és 31 adózó család élt a településen. 1828-ban 179 házában 808 lakosa volt. Lakói főként mezőgazdasággal foglalkoztak és a környék nemesi birtokain dolgoztak. A Hunyadi családnak lótenyészete volt itt.
Vályi András szerint "Alsó, és Felső pély. Két falu Bars Vármegyében, földes Ura mind a’ kettőnek Báró Hunyady, és Nagy Uraságok, lakosai katolikusok. Felső Pély az Alsónak filiája, határjaik középszerűek, vagyonnyaik külömbfélék, második osztálybéliek."
Fényes Elek szerint "Alsó-Pél, (Dolni-Pial), magyar-tót falu, Bars vmegyében, 818 kath., 47 ref. lak. Kath anyatemplom. Buzája, bora, fája, szénája, legelője elég. A birka- és lótenyésztés szépen divatozik. F. u. gr. Hunyady, stb. Ut. p. Verebély."
A trianoni békeszerződésig Bars vármegye Verebélyi járásához tartozott, ezután Csehszlovákia része lett. 1938 és 1945 között ismét Magyarország része volt.
1938-ban Alsópélen 418 birtokból kettő volt 30-50 hold közötti (összesen 47 hold) és négy 100-500 hold közötti (összesen 951 hold) nagyságú. Összesen 2431 holdból 1852 volt szántóföld, 198 hold erdő és 177 hold juttatott földbirtok.

## Népessége
| Év:            | 1994. | 2004.   | 2014.   | 2024.   |
| -------------- | ----- | ------- | ------- | ------- |
| Emberek száma: | 977   | 989     | 951     | 923     |
| Eltérés:       |       | +1,22 % | -3,84 % | -2,94 % |

| Év:            | 2023. | 2024.   |
| -------------- | ----- | ------- |
| Emberek száma: | 896   | 923     |
| Eltérés:       |       | +3,01 % |

1880-ban 1100 lakosából 752 szlovák, 320 magyar, 21 német, 2 egyéb anyanyelvű, 2 idegen és 3 csecsemő volt.
1890-ben 953 lakosából 633 szlovák és 298 magyar anyanyelvű volt.
1900-ban 1145 lakosából 682 szlovák és 453 magyar anyanyelvű volt.
1910-ben 1347 lakosából 883 magyar, 460 szlovák és 4 német anyanyelvű volt.
1919-ben 1320 lakosából 1154 csehszlovák, 137 magyar, 20 német és 9 egyéb nemzetiségű volt.
1921-ben 1345 lakosából 1077 csehszlovák és 225 magyar volt.
1930-ban 1418 lakosából 1172 csehszlovák és 221 magyar volt.
1941-ben 1395 lakosából 1227 magyar és 161 szlovák volt.
1991-ben 1079 lakosából 1017 szlovák és 52 magyar volt.
2001-ben 979 lakosából 923 szlovák és 35 magyar volt.
2011-ben 961 lakosából 869 szlovák és 38 magyar.
2021-ben 911 lakosából 22 (+4) magyar, 4 (+50) cigány, 846 (+3) szlovák, 12 (+1) egyéb és 27 ismeretlen nemzetiségű volt.

## Neves személyek
- Itt született 1790-ben Malocsay Antal teológiai doktor, piarista áldozópap.
- Itt született 1816-ban Polák Ede piarista áldozópap és tanár, igazgató és a rend kormánysegéde.
- Itt szolgált Andrisz Rezső (1902–1967) római katolikus esperes.

## Nevezetességei
- Római katolikus temploma 1720-ban, a korábbi gótikus templom helyén épült barokk stílusban.
- Klasszicista kastélya a 19. század közepén létesült.